# Psilopogon oorti
El barbudo cejinegro o barbudo de cejas negras (Psilopogon oorti) es una especie de ave piciforme de la familia Megalaimidae nativa del sudeste asiático.

## Hábitat y distribución
Vive en los bosques tropicales y subtropicales. Se alimenta en los niveles superior y medio del dosel, preferentemente entre 1.000 y 2.000 m de altitud. Excava su nido en un árbol.
Presenta una distribución dispersa. La subespecie M. o. oorti se encuentra en Sumatra y la península Malaya; M. o. annamensis se encuentra en el este de Camboya, Laos y el sur y centro de Vietnam. Nativas del sur de China son M. o. faber de Hainan y M. o. sini de Guangxi, que varios expertos consideran como dos subespecies de Megalaima faber. En Taiwán se encuentra M. o. nuchalis que también es considerada por algunos como especie diferente Megalaima nuchalis.

## Descripción

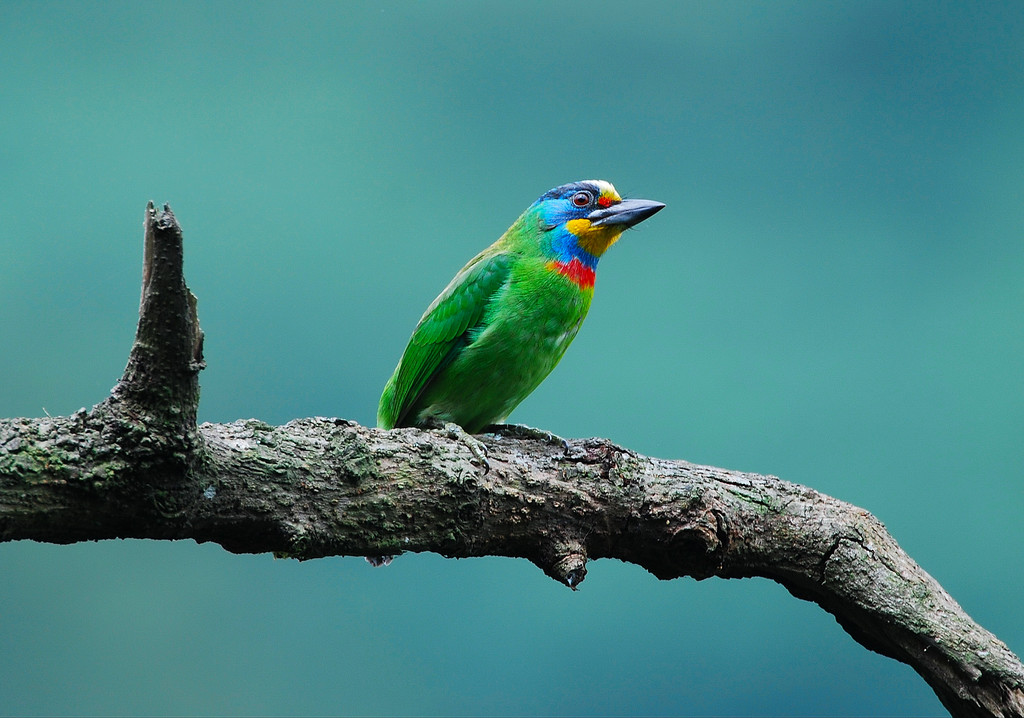
Barbudo cincocolores

Mide entre 20 y 23,5 cm de longitud. El plumaje es verde, excepto en a cabeza, la cual presenta una llamativa coloración azul en la corona, la nuca, las mejillas y la garganta, amarilla en la frente y el mentón y roja entre la base del pico y los ojos y en una banda entre la garganta y el pecho. Tiene una línea negra sobre el ojo. El iris es castaño, el pico negro y las patas color gris verdoso.

## Canto
Su llamado tok-tr-trrrrrrt con énfasis al final se repite hasta 24 veces por minuto.

## Video
- Wikimedia Commons alberga una categoría multimedia sobre Psilopogon oorti.
- Wikispecies tiene un artículo sobre Psilopogon oorti.

- Datos: Q716257
- Multimedia: Psilopogon oorti / Q716257
- Especies: Psilopogon oorti